# Landtagswahlkreis Schönebeck
Der Landtagswahlkreis Schönebeck (Wahlkreis 20) ist ein Landtagswahlkreis in Sachsen-Anhalt. Er umfasste zur Landtagswahl in Sachsen-Anhalt 2021 vom Salzlandkreis die Einheitsgemeinden Bördeland, Barby, Calbe (Saale) und Schönebeck (Elbe).
Der Wahlkreis wird in der achten Legislaturperiode des Landtages von Sachsen-Anhalt von Gunnar Schellenberger vertreten, der das Direktmandat bei der Landtagswahl am 6. Juni 2021 mit 34,5 % der Erststimmen gewann. Er vertrat den Wahlkreis bereits von 2002 bis Ende Mai 2016, als der das Mandat niederlegte, um das Amt des Staatssekretärs für Kultur in der Staatskanzlei und Ministerium für Kultur des Landes Sachsen-Anhalt anzutreten.

## Wahl 2021
Im Vergleich zur Landtagswahl 2016 wurde das Wahlgebiet um die Gemeinde Bördeland vergrößert, die bei der Wahl 2016 Teil des Landtagswahlkreises Wanzleben war. Der Name des Wahlkreises blieb gleich, die Nummer wurde jedoch von 19 auf 20 geändert.
Es traten acht Direktkandidaten an. Von den Direktkandidaten der vorhergehenden Wahl traten Gunnar Schellenberger, Tobias Rausch, Petra Grimm-Benne und Holger Goldschmidt erneut an. Eva von Angern kandidierte 2016 im Landtagswahlkreis Magdeburg II.
Gunnar Schellenberger konnte mit 34,5 % der Erststimmen das Direktmandat erneut gewinnen. Tobias Rausch zog über Platz 5 der Landesliste der AfD, Eva von Angern über Platz 1 der Landesliste der Partei Die Linke und Petra Grimm-Benne über Platz 3 der Landesliste der SPD in den Landtag ein.
|                       |                      | Erst- stimmen | Erst- stimmen | Zweit- stimmen | Zweit- stimmen |
| Bewerber              | Partei               | Anzahl        | %             | Anzahl         | %              |
| --------------------- | -------------------- | ------------- | ------------- | -------------- | -------------- |
| Wahlberechtigte       | Wahlberechtigte      | 45.632        | 100,0         | 45.632         | 100,0          |
| Wähler                | Wähler               | 25.213        | 55,3          | 25.213         | 55,3           |
| Ungültige Stimmen     | Ungültige Stimmen    | 387           | 1,5           | 368            | 1,5            |
| Gültige Stimmen       | Gültige Stimmen      | 24.826        | 98,5          | 24.845         | 98,5           |
| davon                 |                      |               |               |                |                |
| Gunnar Schellenberger | CDU                  | 8.576         | 34,5          | 9.959          | 40,1           |
| Tobias Rausch         | AfD                  | 5.609         | 22,6          | 5.457          | 22,0           |
| Eva von Angern        | DIE LINKE            | 3.193         | 12,9          | 2.621          | 10,5           |
| Petra Grimm-Benne     | SPD                  | 3.234         | 13,0          | 2.245          | 9,0            |
| Robert Leubeling      | GRÜNE                | 779           | 3,1           | 872            | 3,5            |
| Holger Goldschmidt    | FDP                  | 1.931         | 7,8           | 1.453          | 5,8            |
| Maria Mittelstrass    | FREIE WÄHLER         | 1.165         | 4,7           | 591            | 2,4            |
| –                     | NPD                  | –             | –             | 47             | 0,2            |
| –                     | Tierschutzpartei     | –             | –             | 393            | 1,6            |
| –                     | Tierschutzallianz    | –             | –             | 127            | 0,5            |
| –                     | LKR                  | –             | –             | 14             | 0,1            |
| –                     | Die PARTEI           | –             | –             | 119            | 0,5            |
| –                     | Gartenpartei         | –             | –             | 250            | 1,0            |
| –                     | FBM                  | –             | –             | 6              | 0,0            |
| –                     | TIERSCHUTZ hier!     | –             | –             | 163            | 0,7            |
| Gordon Schüler        | dieBasis             | 339           | 1,4           | 337            | 1,4            |
| –                     | Klimaliste ST        | –             | –             | 9              | 0,0            |
| –                     | ÖDP                  | –             | –             | 10             | 0,0            |
| –                     | Die Humanisten       | –             | –             | 19             | 0,1            |
| –                     | Gesundheitsforschung | –             | –             | 61             | 0,2            |
| –                     | PIRATEN              | –             | –             | 51             | 0,2            |
| –                     | WiR2020              | –             | –             | 41             | 0,2            |

## Wahl 2016
Bei der Landtagswahl in Sachsen-Anhalt 2016 waren 41.983 Einwohner wahlberechtigt. Die Wahlbeteiligung lag bei 57,9 %. Gunnar Schellenberger gewann das Direktmandat für die CDU.
| Bewerber              | Partei            | Erststimmen in % | Zweitstimmen in % |
| --------------------- | ----------------- | ---------------- | ----------------- |
| Gunnar Schellenberger | CDU               | 29,5             | 32,7              |
| Tobias Rausch         | AfD               | 24,9             | 23,1              |
| Petra Grimm-Benne     | SPD               | 15,3             | 11,4              |
| Hans Torsten          | LINKE             | 14,5             | 15,4              |
| Holger Goldschmidt    | FDP               | 9,1              | 5,5               |
| Peter Simon           | Tierschutzallianz | 3,8              | 2,0               |
| Michael Einer         | GRÜNE             | 2,8              | 3,5               |
| —                     | NPD               | —                | 1,7               |
| —                     | Tierschutzpartei  | —                | 1,4               |
| —                     | Freie Wähler      | —                | 1,2               |
| —                     | ALFA              | —                | 0,8               |
| —                     | MG                | —                | 0,4               |
| —                     | FBM               | —                | 0,2               |
| —                     | DIE RECHTE        | —                | 0,2               |

## Wahl 2011
Bei der Landtagswahl in Sachsen-Anhalt 2011 waren 36.773 Einwohner wahlberechtigt; die Wahlbeteiligung lag bei 49,3 %. Gunnar Schellenberger gewann das Direktmandat für die CDU.
| Bewerber              | Partei           | Erststimmen in % | Zweitstimmen in % |
| --------------------- | ---------------- | ---------------- | ----------------- |
| Gunnar Schellenberger | CDU              | 34,4             | 34,9              |
| Sabine Dirlich        | LINKE            | 25,7             | 23,1              |
| Petra Grimm-Benne     | SPD              | 23,2             | 21,9              |
| Thomas Mogge          | FDP              | 5,0              | 4,0               |
| Jutta Röseler         | GRÜNE            | 8,2              | 6,6               |
| —                     | Freie Wähler     | —                | 1,2               |
| —                     | KPD              | —                | 0,1               |
| —                     | MLPD             | —                | 0,1               |
| Pascal Steinke        | NPD              | 3,5              | 3,9               |
| —                     | ödp              | —                | 0,1               |
| —                     | Tierschutzpartei | —                | 2,4               |
| —                     | PIRATEN          | —                | 1,1               |
| —                     | SPV              | —                | 0,4               |

## Wahl 2006
Bei der Landtagswahl in Sachsen-Anhalt 2006 traten folgende Kandidaten an:
| Name                              | Partei          | Anteil der Erststimmen |
| --------------------------------- | --------------- | ---------------------- |
| Gunnar Schellenberger             | CDU             | 36,6 %                 |
| Sabine Dirlich                    | LINKE           | 26,0 %                 |
| Petra Grimm-Benne                 | SPD             | 20,7 %                 |
| Hans-Jürgen Mühlenbein            | FDP             | 6,1 %                  |
| Christina Weigel                  | GRÜNE           | 6,5 %                  |
| Hans-Jürgen Zoller                | AGFG            | 1,4 %                  |
| Roland Döring                     | BBW             | 1,6 %                  |
| Horst Melcher                     | Off D-STATT-DSU | 1,2 %                  |
| Wahlberechtigte: 39.918 Einwohner |                 |                        |
| Wahlbeteiligung: 43,6 %           |                 |                        |